# Drinking from the Bottle
«Drinking from the Bottle» es una canción realizada por el disc jockey y productor británico Calvin Harris, con la colaboración del rapero británico Tinie Tempah; incluida en su tercer álbum de estudio, 18 Months. La pista fue lanzada como el sexto sencillo del álbum el 27 de enero de 2013. La canción alcanzó al puesto número cinco en la lista UK Singles Chart y número uno en la lista UK Dance Chart. El video musical fue dirigido por Vincent Haycock y AG Rojas

## Recepción de la crítica
Robert Copsey del Digital Spy hizo una reseña positiva sobre la canción, en la que afirmó:
«Con una letra sobre botellas de alcohol cerradas, baldes con chispas, el nombre de Rihanna, los Kardashian y [...] Danny DeVito, así como el desorden del rave en el que podrías mirar tu reloj, han marcado todas las casillas necesarias para obtener un éxito de listas con facilidad. [El tema] continúa con: I know this crazy life can be a bitter pill to swallow ("Sé que esta vida loca puede ser una píldora amarga difícil de tomar") y nosotros respondemos: "Bueno, sigamos, una última vez no nos hará daño... ¿o sí?"».

## Formatos y remezclas
| Descarga digital |                                               |          |  |
| N.º              | Título                                        | Duración |  |
| 1.               | «Drinking from the Bottle» (con Tinie Tempah) | 4:00     |  |
| 2.               | «Drinking from the Bottle» (Andy Light Remix) | 5:56     |  |
| 3.               | «Drinking from the Bottle» (Extended Mix)     | 6:02     |  |

## Vídeo musical
Un video lírico para acompañar el lanzamiento de "Drinking from the Bottle" fue lanzado por primera vez en YouTube el 2 de diciembre de 2012 a una longitud total de cuatro minutos y un segundo. El video oficial fue subido a la cuenta de YouTube de Harris el 21 de diciembre, después de haber sido filmado en la primera semana de diciembre de 2012. 
El video comienza con el actor Brad Dourif, como El Diablo, hablando con su amigo "Patrick" (Vader Vader (myspace.com/vadervader) cantante, Pat-Ric (McCaffery) Nasty, que está vestido como un mago), hablando de cómo tuvo sexo con Joan of Arc en 1430, solo unos meses antes de su muerte en la hoguera. El resto del video cuenta con Harris y Tempah en una habitación oscura con mujeres ligeras de ropa, con Harris sentado dentro de un coche y Tempah fuera de él. También hay escenas de consumo de alcohol, drogas, violencia, incendio premeditado, sexo, twerk y la desnudez, así como Harris y Tempah se reúnen con el diablo. El video fue acompañado por una advertencia del signo contenido explícito de los padres para el contenido extremadamente sexualmente explícito.

## Créditos
- Tinie Tempah – Vocales
- Calvin Harris – Productor discográfico
- Calvin Harris, Patrick Okogwu, James F. Reynolds, Mark Knight – Compositores
- Columbia, Deconstruction, Fly Eye – Sellos discográficos

## Posicionamiento en listas y certificaciones
| País (2012–13)                              | Mejor posición |
| ------------------------------------------- | -------------- |
| Australia (ARIA)                            | 16             |
| Bélgica (Flandes) (Ultratop 50)             | 34             |
| Bélgica (Valonia) (Ultratip Bubbling Under) | 2              |
| Francia (SNEP)                              | 62             |
| Escocia (The Official Charts Company)       | 3              |
| Eslovaquia (Rádio Top 100)                  | 27             |
| Estados Unidos (Dance/Electronic Songs)     | 20             |
| Hungría (Dance Top 40)                      | 17             |
| Hungría (Rádiós Top 40)                     | 14             |
| Irlanda (IRMA)                              | 9              |
| México (Billboard Inglés Airplay)           | 26             |
| Nueva Zelanda (Recorded Music NZ)           | 34             |
| Países Bajos (Mega Single Top 100)          | 83             |
| Reino Unido (UK Singles Chart)              | 5              |
| Reino Unido (UK Dance Chart)                | 1              |
| República Checa (Rádio Top 100)             | 8              |
| Rumania (Romanian Top 100)                  | 82             |
| Suecia (Sverigetopplistan)                  | 53             |

| País        | Organismo certificador | Certificación | Ventas  | Ref.   |
| ----------- | ---------------------- | ------------- | ------- | ------ |
| Australia   | ARIA                   | 2× Platino    | 140 000 | [ 21 ] |
| Italia      | FIMI                   | Oro           | 15 000  | [ 22 ] |
| Reino Unido | BPI                    | Oro           | 400 000 | [ 23 ] |

## Historial de lanzamientos
| País        | Fecha               | Sello discográfico                | Formato          |
| ----------- | ------------------- | --------------------------------- | ---------------- |
| Reino Unido | 27 de enero de 2013 | Deconstruction, Fly Eye, Columbia | Descarga digital |